# Arcobotante

Secção esquemática de uma catedral, com indicação do arcobotante

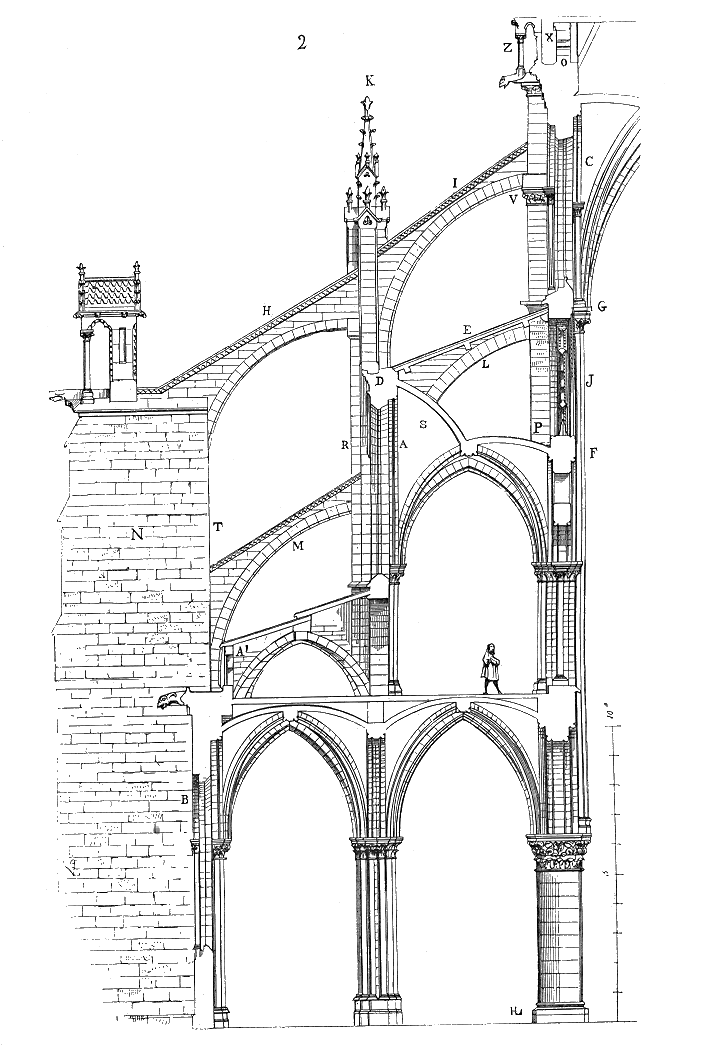
Corte apresentado (fig. 2) permite compreender o sistema construtivo adotado pelo arquiteto da catedral de Paris, de 1160 a 1220. Em A vemos as janelas da galeria ou trifório, cuja posição indica claramente a intenção de dar luz natural à nave, ja que as janelas B do corredor duplo e as janelas superiores C não permitiam a entrada de luz. Mas esta disposição inclinada das abóbadas do trifório obrigava a elevar o algeroz (chéneau) D e, consequentemente, o telhado E; restava um espaço FG, que supostamente estaria tapado, ligado ao primeiro vão da nave deixado no seu estado primitivo E, destina-se tanto a aliviar a construção quanto a iluminar o teto J esse intervalo entre o peitoril da janela alta e o arco do trifório era perfurado com rosáceas maineladas D possibilitando a construção dos arcobotantes HI de duplo vão com um pilar K intermediário. Além disso, o nascimento das grandes abóbadas era suportado por arcobotantes L que sustentavam as travessas do telhado E. L era, por sua vez, sustentado pelos arcobotantes inferiores M, que ao mesmo tempo sustentavam as abóbadas do trifório. Esta construção, sólida, engenhosa e bela ao mesmo tempo, era estabilizada pelo enorme contraforte N, que por si só apresenta um volume considerável de materiais colocados no exterior do edifício.

O arcobotante (arco botaréu, arco aviajado, arco esconso) é uma construção em forma de meio arco, erguida na parte exterior dos edifícios na arquitetura gótica para apoiar as paredes e repartir o peso das paredes e colunas. Só assim se conseguiu aumentar as alturas das edificações, dando forma (beleza) e função (estrutura) com a técnica da época. O arcobotante liga-se ao botaréu (contraforte), e estes, ligados, auxiliam-se na sustentação do peso da abóbada. Composto por um arco que se estende desde a porção superior de uma parede até um pilar volumoso, de forma a transmitir ao solo as forças laterais que uma parede exerce para o exterior, que são forças que surgem dos tetos abobadados de pedra e da carga do vento nos telhados. Estrutura em arco com o intradorso e o extradorso plano destinado simultaneamente a absorver e transmitir as cargas abobadadas.
A característica homónima e definidora de um arcobotante é que este não entra em contato com a parede no solo, ao contrário de um contraforte tradicional, e transmite as forças laterais através do arco que intermeia o espaço entre a parede e o pilar. Para fornecer suporte lateral, os sistemas de contrafortes são compostos por duas partes: (i) um pilar maciço, um bloco vertical de alvenaria situado longe da parede do edifício, e (ii) um arco que faz a ponte entre o pilar e a parede – um arco segmentar ou um arco quadrante – o voador do arcobotante.

## História

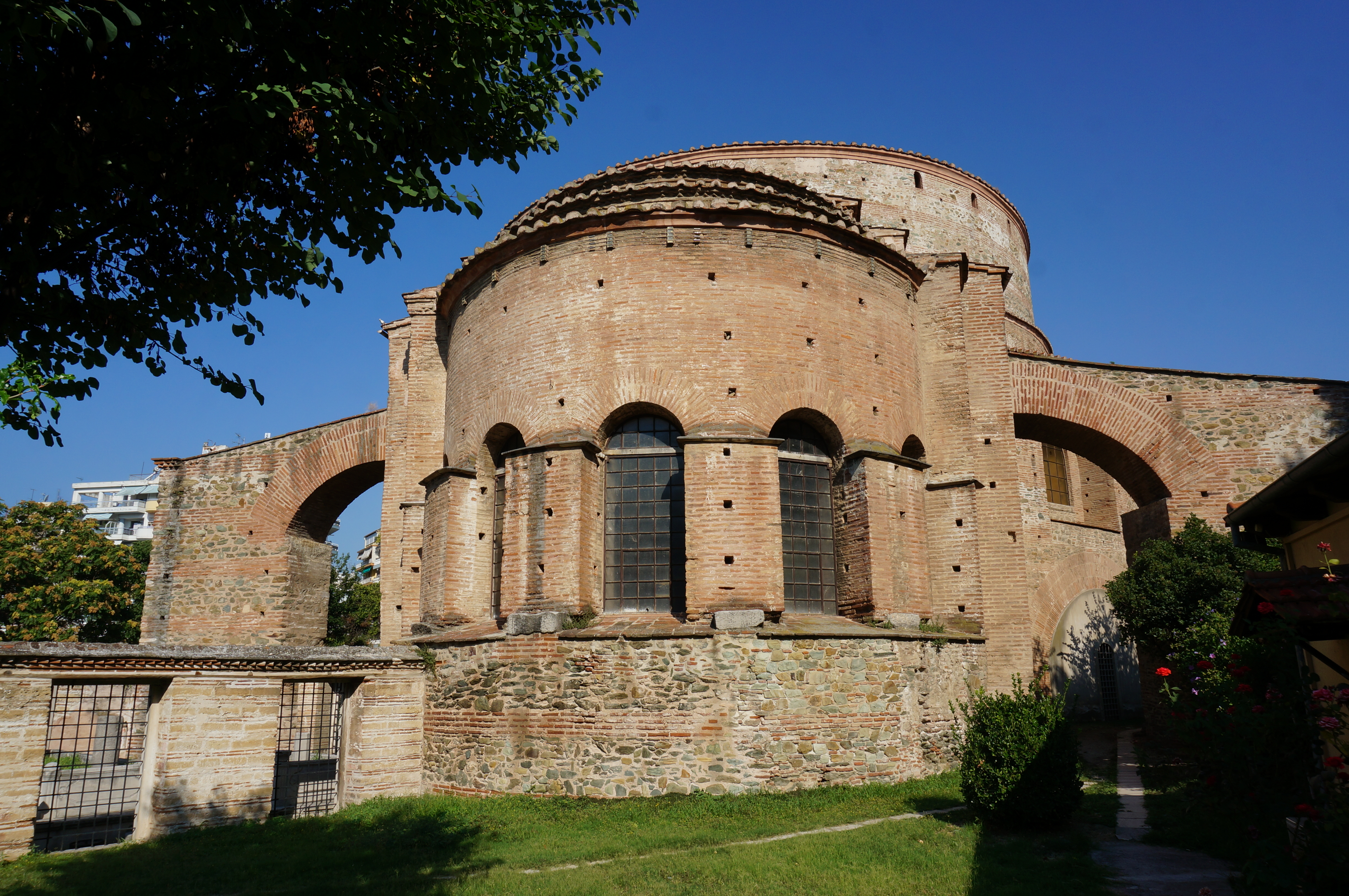
A Rotunda de Galério do século IV em Salónica, Grécia, mostrando um dos primeiros exemplos de arcobotantes

Como sistema de suporte lateral, o arcobotante foi desenvolvido durante a Antiguidade Tardia e mais tarde floresceu durante o período gótico (séculos XII-XVI). Exemplos antigos de arcobotante podem ser encontrados na Basílica de São Vital em Ravena e na Rotunda de Galério em Tessalônica. Os elementos arquitectónicos precursores do arcobotante medieval derivam da arquitetura bizantina e da arquitetura românica, no desenho de igrejas, como a Catedral de Durham, onde os arcos transmitem as forças laterais provocadas pela abóbada de pedra sobre os corredores; os arcos ficavam escondidos sob o teto da galeria e transmitiam as forças laterais às maciças paredes exteriores. Na década de 1160, os arquitetos da região de Ilha de França empregaram sistemas de suporte lateral semelhantes que apresentavam arcos mais longos e de desenho mais fino, que vão da superfície externa da parede do clerestório, sobre o telhado dos corredores laterais (daí estarem visíveis ao exterior) e que vão ao encontro de um contraforte vertical maciço que se eleva acima do topo da parede externa.
Os arcobotantes de Notre-Dame de Paris, construídos em 1180, foram um dos primeiros a serem usados numa catedral gótica. Os arcobotantes também foram usados quase na mesma época para apoiar as paredes superiores da abside da Igreja de Saint-Germain-des-Prés, concluída em 1163.

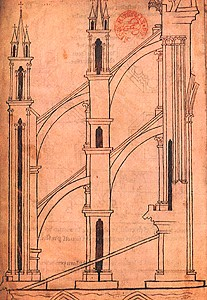
Arcobotante da Catedral de Reims, desenhado por Villard de Honnecourt

A vantagem de tais sistemas de suporte lateral é que as paredes externas não precisam ser maciças e pesadas para resistir aos impulsos da força lateral da abóbada. Em vez disso, a superfície da parede poderia ser reduzida (permitindo janelas maiores, muitas vezes envidraçadas com vitrais) porque a massa vertical fica concentrada nos contrafortes exteriores. O projeto dos primeiros arcobotantes tendia a ser mais pesado do que o necessário para suportar as cargas estáticas, por exemplo, na Catedral de Chartres (ca. 1210) e ao redor da abside da Basílica de Saint Remi, que é um exemplo existente e antigo na sua forma original (ca. 1170). Os arquitetos refinaram progressivamente o deenho do arcobotante e estreitaram os traçados, alguns dos quais foram construídos com a espessura de aduela (bloco em cunha) com uma pedra de cobertura no topo, por exemplo, na Catedral de Amiens, na Catedral de Le Mans e na Catedral de Beauvais.
O projeto arquitetónico dos edifícios do gótico tardio apresentava arcobotantes, alguns dos quais eram decorados com cogulhos (decorações em forma de gancho) e figuras esculpidas colocadas em edículas (nichos) embutidas nos contrafortes.
A arquitetura renascentista evitou o apoio lateral do arcobotante em favor da construção de paredes espessas. Apesar do seu desuso pela função e estilo na construção e arquitetura, no início do século XX, o projeto do arcobotante foi revivido pelo engenheiro canadense William P. Anderson na construção de faróis.

## Construção

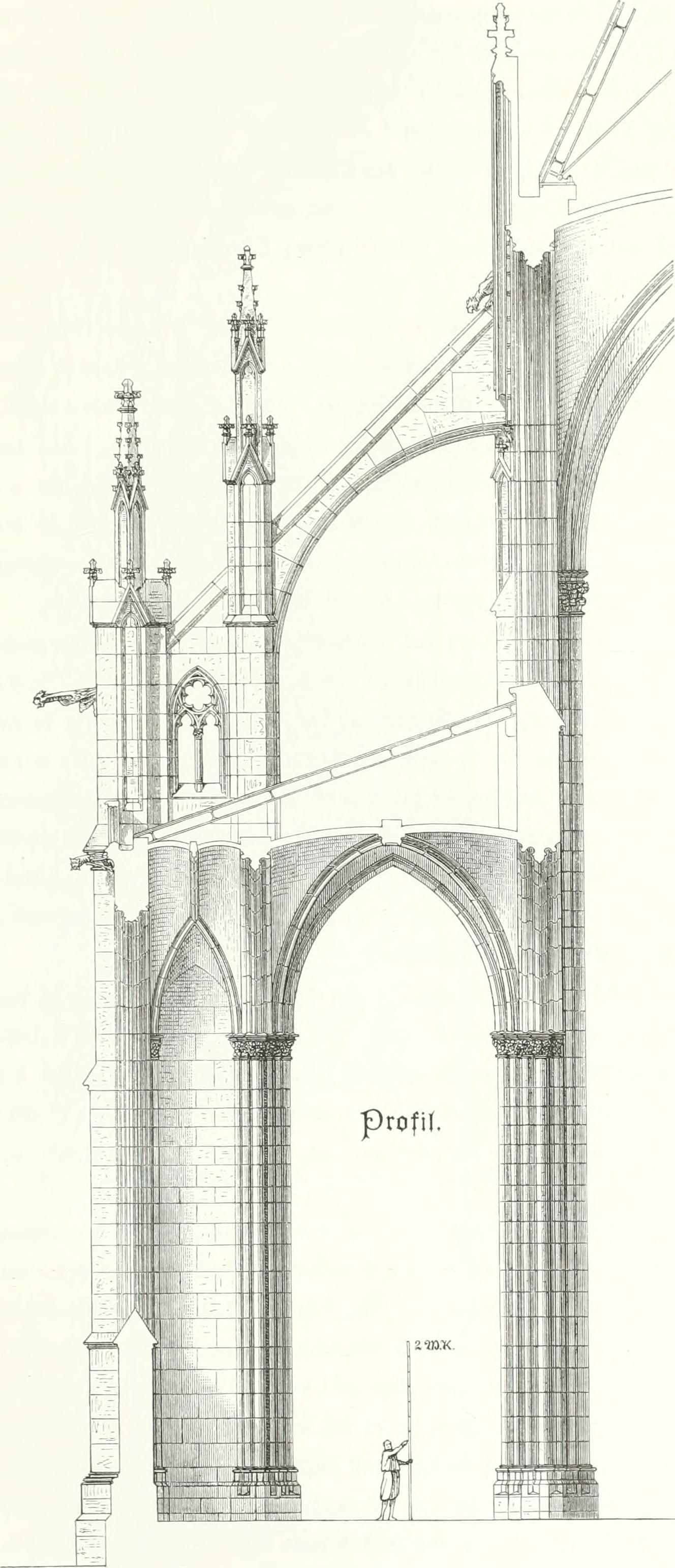
Desenho arquitetónico dum arcobotante neogótico para a Igreja Votiva do final do século XIX, em Viena

Dado que a maior parte da carga de peso é transmitida do teto através da parte superior das paredes, o arcobotante é um suporte composto de duas partes que apresenta um semi-arco que se estende até um maciço pilar afastado da parede, e fornece a maior parte da capacidade de carga de um contraforte tradicional, que fica engajado na parede de cima para baixo; assim, o arcobotante é uma estrutura arquitetónica mais leve e económica.
Ao aliviar o excesso de peso e espessura das paredes estruturais, proporcionando uma menor área de contato, o uso de arcobotantes permite a instalação de janelas numa maior superfície de parede. Esta característica e o desejo de deixar entrar mais luz fizeram com que os arcobotantes se tornassem um dos factores definidores da arquitectura gótica medieval e uma característica amplamente utilizada no desenho de igrejas a partir de então. No desenho das igrejas góticas o arco cujo perfil constitui uma curva policêntrica, formada de arcos de círculo e que se apoia em impostas (elementos salientes ao alto do pé-direito de uma parede) de níveis diferentes, ou seja, um arco aviajado não tem os seus extremos ou pontos de nascença sobre a mesma linha horizontal. Descarregra o impulso de uma abóbada situada no interior de uma catedral para o contraforte no exterior ao qual se encontra conjugado. Os contrafortes verticais (pilares) na extremidade exterior dos arcos geralmente eram cobertos com um pináculo geralmente ornamentado com croquetes, para fornecer suporte adicional à carga vertical e resistir ao impulso lateral transmitido pelo pegão.

## Estilo estético do período gótico
A necessidade de construir grandes catedrais que pudessem abrigar muitas pessoas ao longo de vários corredores serviria como estimulo para o desenvolvimento do estilo gótico. O arcobotante foi a solução para esses enormes edifícios de pedra que precisavam de suporte adicional. Embora os arcobotantes servissem originalmente para um propósito estrutural, são agora um elemento básico no estilo estético do período gótico. O arcobotante ajudou originalmente a trazer a ideia de espaço aberto e luz para as catedrais através da estabilidade e estrutura, suportando o clerestório e o peso dos telhados altos. A altura das catedrais e as amplas janelas entre o clerestório criam um espaço aberto que dá a ilusão de não haver limites claros.
Também torna o espaço mais dinâmico e menos estático, separando o estilo gótico do estilo românico, mais plano e bidimensional. Após a introdução do arcobotante, este mesmo conceito também pôde ser visto no exterior das catedrais. O espaço aberto abaixo dos arcos do arcobotante tem o mesmo efeito que o clerestório dentro da igreja, permitindo ao observador ver através dos arcos. Os contrafortes também alcançam o céu, semelhantes aos pilares dentro da igreja, o que cria mais espaço ascendente, tornando o espaço exterior tão dinâmico quanto o espaço interior e criando uma sensação coerente de continuidade.